# Matheus Sousa Pereira
Matheus Sousa Pereira, noto semplicemente come Matheus Pereira (Rio de Janeiro, 31 gennaio 1997), è un calciatore brasiliano, difensore dell'Oita Trinita.

## Caratteristiche tecniche
È un difensore centrale.

## Carriera
Cresciuto nel settore giovanile del Figueirense debutta in prima squadra il 19 febbraio 2017 in occasione dell'incontro del Campionato Catarinense pareggiato 1-1 contro la Chapecoense. Nel 2020 viene ceduto all'Atl. Goianiense ed il 24 novembre dello stesso anno debutta nel Brasileirão giocando l'incontro casalingo vinto 1-0 contro lo Sport Recife.

## Statistiche
Statistiche aggiornate al 12 dicembre 2020.

### Presenze e reti nei club
| Stagione           | Squadra            | Campionato         | Campionato | Campionato | Coppe nazionali | Coppe nazionali | Coppe nazionali | Coppe continentali | Coppe continentali | Coppe continentali | Altre coppe | Altre coppe | Altre coppe | Totale | Totale | Totale |
| Stagione           | Squadra            | Comp               | Pres       | Reti       | Comp            | Pres            | Reti            | Comp               | Pres               | Reti               | Comp        | Pres        | Reti        | Pres   | Reti   |        |
| ------------------ | ------------------ | ------------------ | ---------- | ---------- | --------------- | --------------- | --------------- | ------------------ | ------------------ | ------------------ | ----------- | ----------- | ----------- | ------ | ------ | ------ |
| 2017               | Figueirense        | PD/SC+B            | 2+15       | 0          | CB              | 0               | 0               |                    | -                  | -                  |             | -           | -           | 17     | 0      |        |
| 2018               | Figueirense        | PD/SC+B            | 10+20      | 0+1        | CB              | 3               | 0               |                    | -                  | -                  |             | -           | -           | 3      | 1      |        |
| 2019               | Figueirense        | PD/SC+B            | 17+25      | 0          | CB              | 2               | 0               |                    | -                  | -                  |             | -           | -           | 44     | 0      |        |
| 2020               | Figueirense        | PD/SC+B            | 8+18       | 0+1        | CB              | 4               | 0               |                    | -                  | -                  |             | -           | -           | 30     | 1      |        |
| Totale Figueirense | Totale Figueirense | Totale Figueirense | 115        | 2          |                 | 9               | 0               |                    | -                  | -                  |             | -           | -           | 124    | 2      |        |
| 2020               | Atl. Goianiense    | PD/GO+A            | 0+3        | 0          | CB              | 0               | 0               |                    | -                  | -                  |             | -           | -           | 3      | 0      |        |
| Totale carriera    | Totale carriera    | Totale carriera    | 118        | 2          |                 | 9               | 0               |                    | -                  | -                  |             | -           | -           | 127    | 2      |        |

## Palmarès

### Club

#### Competizioni statali
- Campionato Catarinense: 1

Figueirense: 2018